# Sauropterigis
Els sauropterigis (Sauropterygia) són un superordre extint de sauròpsids (rèptils) que fan part dels lepidosaures. La majoria dels anomenats «rèptils marins prehistòrics» pertanyen a aquest grup.

## Taxonomia
- Sauropterygia
  - Thalattosauriformes
    - Thalattosauria
      - Askeptosauridae
      - Claraziidae
      - Endennasauridae
        - Endennasaurus

      - Thalattosauridae
        - Thalattosaurus
          - Thalattosaurus alexandrae
          - Thalattosaurus borealis

        - Nectosaurus
          - Nectosaurus halinus

  - Placodontia
    - Paraplacodontidae
      - Paraplacodus
        - Paraplacodus broilli

    - Placodontidae
      - Placodus
        - Placodus gigas
        - Placodus nostratus

    - Henodontidae
      - Henodus
        - Henodus chelyops

    - Cyamodontidae
      - Cyamodus
        - Cyamodus rostratus
        - Cyamodus munsteri
        - Cyamodus tarnowitzensis
        - Cyamodus hildegardis
        - Cyamodus kuhnschneyderi

    - Placochelyidae

  - Nothosauroidea
    - Nothosauria
      - Nothosaurus

    - Pachypleurosauria
      - Simosauridae
        - Anarosaurus
          - Anarosaurus pumilio

      - Pachypleurosauridae
        - Dactylosaurus
          - Dactylosaurus gracilis

      - Hanosaurus
      - Keichousaurus
        - Keichousaurus hui
        - Keichousaurus lusiensis
        - Keichousaurus yuananensis

      - Neusticosaurus
      - Pachypleurosaurus
      - Serpianosaurus

  - Plesiosauria
    - Plesiosauroidea
      - Cimoliasauridae
        - Aristonectes
          - Aristonectes parvidens

        - Cimoliasaurus
        - Scanisaurus
        - Kimmerosaurus
          - Kimmerosaurus langhami

      - Cryptoclididae
        - Cryptoclidus
        - Kaiwhekea
          - Kaiwhekea katiki

        - Muraenosaurus
        - Tricleidus
        - Vinialesaurus

      - Elasmosauridae
      - Plesiosauridae
      - Polycotylidae

    - Pliosauroidea
      - Kronosaurus